# Hagelslag

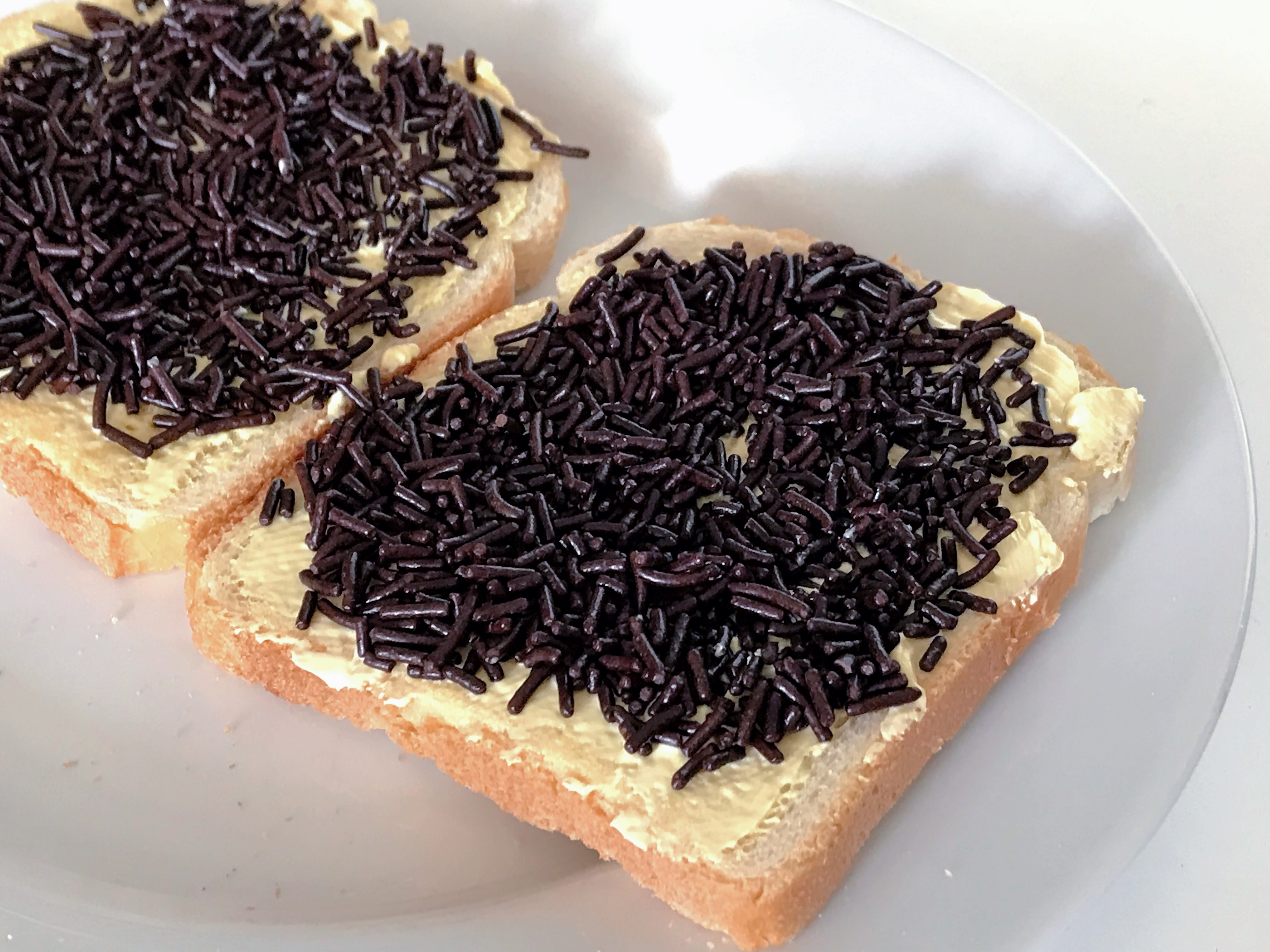
Chocoladehagelslag op een boterham

Hagelslag is een soort broodbeleg dat bestaat uit kleine korrels die aan hagel doen denken. Hagelslag kan direct uit de verpakking op een boterham of ander baksel gestrooid worden, meestal nadat er eerst een laagje boter of margarine aangebracht is. Het is buiten Nederland, België, Luxemburg, Indonesië en Suriname vaak moeilijk of niet als zodanig te verkrijgen. In andere landen wordt een op het broodbeleg gelijkend product vaak aangeboden als taartversiersel.
In België wordt hagelslag in de volksmond ook wel muizenstrontjes genoemd.
Er zijn rond 20 verschillende soorten hagelslag en hun varianten verkrijgbaar, zoals chocoladehagelslag, chocoladevlokken, muisjes hagelslag, anijshagel en vruchtenhagel.
Hagelslag die ten minste 20% cacao bevat, mag chocoladehagelslag genoemd worden. Hagelslag die minder cacao bevat, wordt cacaofantasie of boterhamkorrels genoemd. Deze hagelslag bevat dus minder cacao maar meer suiker dan normale chocoladehagelslag, waardoor hij minder goed smelt maar daarom wel goedkoper is.

Chocoladehagelslag is verkrijgbaar als melkchocolade (20% cacaopoeder), pure chocolade (32% cacaopoeder), extra pure chocolade (50% cacaopoeder) en als een mix van pure en witte chocolade.

## Geschiedenis

### Anijs
In het najaar van 1908 bedacht B.E. Dieperink, directeur van de firma G. van Voornveld & Co, de latere (drop)fabriek Venco, dat witte broze korrels met een anijssmaak misschien als broodbeleg zouden kunnen dienen. Volgens de heer Dieperink kwam hij op een gure herfstdag, toen het buiten hagelde, op dit idee. Zo ontstond de eerste hagelslag. De firma Venco leverde dit product vervolgens aan banketbakkers en kruideniers.
De eerste hagelslag was een witte variant, zonder cacaopoeder. Deze was waarschijnlijk vanaf het begin van de 20e eeuw te koop.
In 1908 verscheen de eerste advertentie voor hagelslag van de firma G. van Voornveld & Co te Amsterdam. Dat deden ze tot 1951 en (dus) zonder chocolade.

### Chocolade
Chocoladefabriek Erven H. de Jong uit Wormerveer bracht rond maart 1913 voor het eerst hagelslag op de markt maar al snel gingen andere fabrikanten het product namaken onder de naam chocoladekorrels of chocoladestrooisel of chocolade-hagelkorrels, omdat 'hagelslag' in combinatie met 'chocolade' in maart 1913 was gedeponeerd door Erven H. de Jong.
Chocoladefabrikant Venz, Nederlands grootste hagelslagproducent, maakt sinds 1936 chocoladehagelslag. Dit product, bestaande uit kleine langwerpige korrels, werd chocoladehagel genoemd. De naam hagelslag was als merk vastgelegd door de firma Venco. Zodoende staat ook nu nog bij vele merken en op de oudere verpakkingen van Venz, de naam chocoladehagel op de verpakking.